# Nairn (Fluss)
Der Nairn ist ein Fluss in Schottland. Er entsteht durch den Zusammenfluss mehrerer Quellbäche in den dünnbesiedelten Hochlanden der traditionellen schottischen Grafschaft Nairnshire an den Hängen des Carn Ghriogair in den Monadhliath Mountains. Die Strecke zwischen Quelle und Mündung beträgt rund 50 km in der Luftlinie. Der Flussverlauf ist hingegen 61 km lang, was den wenig mäandrierenden Verlauf des Nairn widerspiegelt.
Der Nairn fließt vornehmlich in nordöstlicher Richtung. Der Oberlauf schneidet sich in das nach dem Fluss benannte Tal Strathnairn. Auf seinem Lauf nimmt der Nairn nur wenige bedeutende Zuflüsse auf, zu denen der Cawdor Burn, der Craggie Burn sowie der Farnack zählen, die allesamt von rechts einmünden. Er durchfließt eine dünnbesiedelte Landschaft und passiert verschiedene Dörfer, bevor er schließlich mit Nairn die erste Stadt erreicht und in den Moray Firth mündet.
Mit der A9 südlich von Inverness und der A96 in Nairn queren ihn zwei Fernstraßen. Mit dem denkmalgeschützten Culloden Viaduct führt der längste Eisenbahnviadukt Schottlands über den Nairn. Er wird heute noch von Zügen auf der Highland Main Line genutzt.

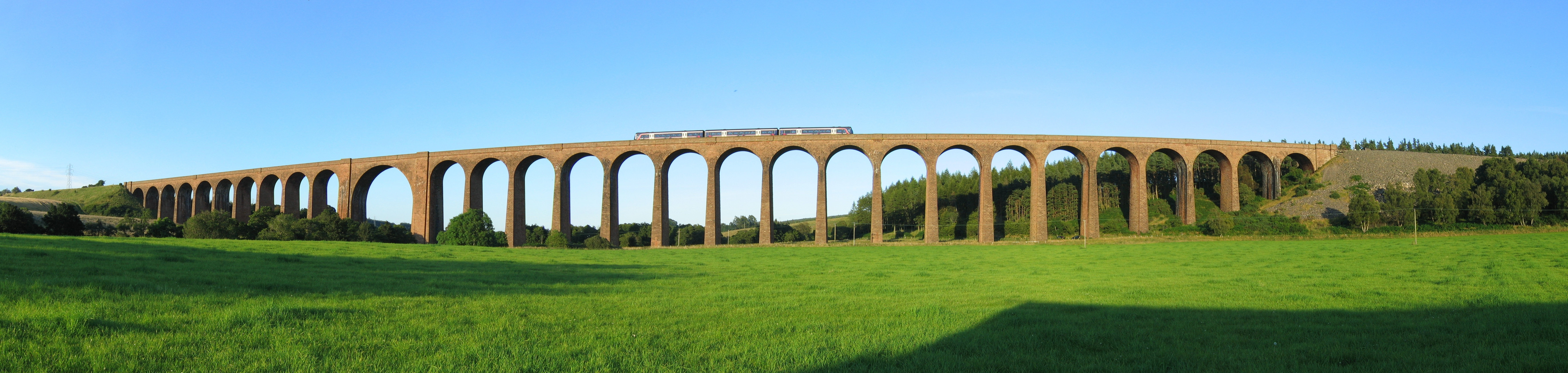
Der Culloden Viaduct